# 2-й армійський корпус (Румунія)
2-й армійський корпус (Румунія) (рум. Corpul 2 Armată (România) — військове з'єднання, армійський корпус Королівської румунської армії, який брав участь у німецько-радянській війні з 1941 до 1945 рік.

## Історія з'єднання
2-й армійський корпус брав участь в операції «Мюнхен», діючи на південному (дунайському) відтинку фронту. Корпус входив до складу 4-ї румунської армії корпусного генерала Ніколае Чуперке. 2-й корпус почав форсувати Дунай лише 21 липня о 7 годині 30 хвилин, коли 33-й піхотний полк зі складу 10-ї піхотної дивізії зайняв перший плацдарм. До вечора Кілія, Пардіна, Ісбрієні та Вилкове були в румунських руках.

## Склад корпусу
на червень 1941
- 9-та піхотна дивізія;
- 10-та піхотна дивізія;

на вересень 1942
- 9-та піхотна дивізія;
- 14-та піхотна дивізія;

на серпень 1944
- 9-та піхотна дивізія;

на червень 1945
- 1-ша дивізія добровольців «Тудор Владимиреску»
- гвардійська дивізія
- 4-й кавалерійський полк каларашів
- 2-й полк піонерів (інженерний полк)
- 2-й полк важкої артилерії
- інші частини